# Meritvärde
Meritvärde är en sammanräkning av betyg för ansökan och antagning till gymnasieskolan, högskola/universitet eller annan eftergymnasial utbildning i Sverige. 

## Antagning till gymnasieskolan
I svenska grundskolor gäller från 2014 att eleven får räkna med 17 ämnen i sitt meritvärde. Tidigare ingick endast 16 ämnen i meritvärderingen, men från våren 2014 kan även betyg i moderna språk räknas med. Meritvärdet beräknas som summan av betygens poäng. Ett betyg motsvarar 0–20 poäng enligt tabellen nedan, vilket ger ett maximalt meritvärde om 320 poäng eller 340 poäng.
| Betyg | Poäng |
| ----- | ----- |
| A     | 20    |
| B     | 17,5  |
| C     | 15    |
| D     | 12,5  |
| E     | 10    |
| F     | 0     |

## Antagning till eftergymnasial utbildning
I svenska gymnasieskolor räknas samtliga kurser som ingår i gymnasieexamen utom det för gymnasiearbetet. Precis som på grundskolan motsvaras betyget för en enskild kurs av ett visst antal poäng. Jämförelsetalet är ett viktat medelvärde av samtliga kursbetyg med kursernas omfattning i poäng som vikter, och ligger i intervallet 0,0–20,0. Kurser i Moderna språk steg 1-3, Engelska steg 7 och Matematik steg 2–5 ger extra meritpoäng, som mest 2,5 poäng. Jämförelsetal plus meritpoäng ger gymnasiets meritvärde som kan vara maximalt 22,5. 
| Betyg | Poäng |
| ----- | ----- |
| A     | 20    |
| B     | 17,5  |
| C     | 15    |
| D     | 12,5  |
| E     | 10    |
| F     | 0     |

### Fotnoter
1. ↑  ”17 ämnen ger nytt meritvärde”. Skolverket. Arkiverad från originalet den 18 januari 2015. https://web.archive.org/web/20150118164024/http://www.skolverket.se/statistik-och-utvardering/om-skolverkets-statistik/vad-hander-kring-statistiken/17-amnen-ger-nytt-meritvarde-1.220342. Läst 18 januari 2015.
2. ↑  ”För dig med examen från gymnasieskolan (Gy11)”. Universitets- och högskolerådet. Arkiverad från originalet den 18 januari 2015. https://web.archive.org/web/20150118163649/http://www.uhr.se/Global/SYV/Infomaterial%20faktablad/Faktablad/gymnasiet-gy2011.pdf?epslanguage=sv. Läst 18 januari 2015.